# Jakobsbergs fögderi
Jakobsbergs fögderi avsåg den lokala skattemyndighetens verksamhetsområde i nuvarande Järfälla och Upplands-Bro kommuner mellan åren 1967 och 1991. Efter detta år omorganiserades skatteväsendet och fögderierna ersattes av en skattemyndighet för varje län - i detta fall den för Stockholms län. År 2004 gick verksamheten upp i det nybildade Skatteverket.
Jakobsbergs fögderi föregicks av flera mindre fögderier, vilka sedermera även delvis hamnade under Solna, Danderyds, Täby och Enköpings fögderier.
- Sollentuna, Vallentuna och Danderyds fögderi (1720-1852)
  - Sollentuna, Vallentuna, Färentuna och Danderyds fögderi (1853-1881)
    - Svartsjö fögderi (1882-1948)
      - Sundbybergs fögderi (1949-1966) (Järfälla)
- Uppsalas första fögderi (1720-1885)
  - Uppsala läns södra fögderi (1886-1917)
    - Trögds fögderi (1918-1966)
      - Enköpings fögderi (1967-1970) (Upplands-Bro)